# Antonio Spinosa
Pour les articles homonymes, voir Spinosa.
Antonio Spinosa (né à Ceprano, dans la province de Frosinone, Latium, le 18 juin 1923 – mort à Rome le 31 janvier 2009) est un écrivain, historien et un journaliste italien.
Antonio Spinosa a passé des années de vie à redécouvrir et réinterpréter les évènements et les personnages, qui de manière différente et parfois avec controverse, ont changé l'Italie et le monde.

## Biographie
Antonio Spinosa nait à Ceprano (Province de Frosinone) d'un père qui n'apprécie pas ses aspirations littéraires qui prennent jour dès l'école élémentaire.
Après des études classiques et l'obtention de son diplôme, Antonio commence une brillante carrière de journaliste. Il est un envoyé spécial de la Corriere della Sera et du Il Giornale dont Indro Montanelli est le directeur. Par la suite, il est directeur de la Nuovo Roma, de l'Agenzia Italia, de la Gazzetta del Mezzogiorno et de Videosapere RAI. De plus, il a travaillé pendant une longue période à l'Agenzia Ansa comme journaliste parlementaire.
Il a reçu de nombreux prix dont le prix Estense, le prix Saint-Vincent et le prix Bancarella. Il est parmi les finalistes du prix Strega en 1996.
Grâce à son activité de journaliste, il a eu l'occasion de rencontrer et d'interviewer de nombreuses personnalités du XXe siècle parmi lesquelles Sandro Pertini, Jean-Paul II, Marie-José de Belgique, Albert Schweitzer.
Spinosa est défini comme « l'ami des grands de l'histoire ». Ses œuvres sont édités d'abord par  Rizzoli puis par Mondadori.

## Œuvres
- Starace. L'uomo che inventò lo stle fascista. Milano, Rizzoli, 1981.
- I figli del Duce. Il destino di chiamarsi Mussolini. Milano, Rizzoli, 1982.
- Murat. Da stalliere a re di Napoli. Milano, Mondadori, 1984.
- Tiberio. L'imperatore che non amava Roma. Milano, Mondadori, 1985.
- Cesare. Il grande giocatore. Milano, Mondadori, 1986.
- D'Annunzio. Il poeta armato. Milano, Mondadori, 1987.
- Mussolini. Il fascino di un dittatore. Milano, Mondadori, 1989.
- Vittorio Emanuele III. L'astuzia di un re. Milano, Mondadori, 1990.
- Hitler. Il figlio della Germania. Milano, Modadori, 1991.
- Pio XII. L'ultimo papa. Milano, Mondadori, 1992.
- Salò. Una storia per immagini. Milano, Mondadori, 1992.
- Edda. Una tragedia italiana. Milano, Mondadori, 1993.
- Italiane. Il lato segreto del Risorgimento. Milano, Mondadori, 1994
- Mussolini razzista riluttante. Bonacci, 1994
- L'Italia liberata. Milano, Mondadori, 1995
- Augusto. Il grande baro. Milano, Mondadori, 1996.
- Mussolini - Hitler. Milano, Oscar Mondadori, 1996.
- L'ABC dello snobismo. Milano, Mondadori, 1997.
- La grande storia di Roma. Milano, Mondadori, 1998.
- Paolina Bonaparte. L'amante imperiale. Milano, Mondadori, 1999.
- La saga dei Borgia. Delitti e santità. Milano, Mondadori, 1999.
- Alla corte del Duce. Milano, Mondadori, 2000.
- Il destino, il potere e la gloria. Milano, Mondadori, 2001.
- Churchill. Il nemico degli Italiani. Milano, Mondadori, 2001, vincitore del Premio Cimitile nel 2002.
- Cleopatra. Milano, Mondadori, 2002.
- Napoleone. Il flagello d'Italia: le invasioni, i saccheggi, gli inganni. Milano, Mondadori, 2003
- Maria Luisa d'Austria, la donna che tradì Napoleone. La gloria, le passioni, il tormento. Milano, Mondadori, 2004, avec Carmine Mastroianni.
- La grande storia dell'Eneide. Milano, Mondadori, 2005, avec Carmine Mastroianni.
- Luigi XVI. L'ultimo sole di Versailles. Milano, Mondadori, 2007, avec Carmine Mastroianni.

## Sources
- (it) Cet article est partiellement ou en totalité issu de l’article de Wikipédia en italien intitulé « Antonio Spinosa » (voir la liste des auteurs).